# Анкара (вилайет)
Вилайет Анкара (тур. Vilâyet-i Ankara) — вилайет Османской империи, который располагался в центральной части Малой Азии. Образованный в 1867 году вместо Анкарского эялета с площадью 83,760 км². Прекратил существование в 1922 году с образования Турецкой республики.

## История
В 1867 году в результате административно-территориальной реформы времен Танзимата преобразован в вилайет, практически в пределах эялета Анкара. С 1890-х годов здесь происходит развитие городов, появляются типографии, телеграф, электричество, железная дорога. В начале XX века ряд городов превращаются в местные лечебные курорты результате обустройства тамошним горячих источников.
Во время Первой мировой войны вилайет Анкара наименее пострадал экономически. Учитывая выгодное местоположенее, он стал основой сопротивления против вторжения войск Антанты в Малой Азии, в частности Греции — на западе, а Франции — на юге. Впрочем сначала пришлось обуздать местных аристократов во главе с Чапаноглу, которые поддерживали сохранение монархии и армии халифа, выступая против Кемаля Ататюрка. До июля 1920 года все они были преодолены. В 1920 году в столице провинции — Анкаре — состоялось великое национальное собрание Турции, которое приняло конституцию и объявило о создании Турецкой республики. Из Анкарского вилайета началось контрнаступление против греческих войск, которое завершилось освобождением малоазийских земель. Впоследствии также удалось вернуть под власть республиканского правительства санджаки Аданы.
В 1922 году Вилайет Анкара была реформирована в провинции Анкара, Чорум, Кайсери, Кырыккале, Кыршехир и Йозгат.

## Структура
Вилайет Анкара состоял из 5 санджаков:
- Санджак Анкара, который имел 11 каз: Анкара, Аяш, Бейпазары, Сиврихисар, Чубук, Наллыхан, Хаймана, Кызылджахамам, Михалычджик, Бала, Каледжик.
- Санджак Бозок — 3 казы: Бозок, Акдагмадени, Богазлыян.
- Санджак Кайсери — 3 казы: Кайсери, Девели, Инджесу.
- Санджак Кыршехир — 6 каз: Кыршехир, Муджур, Хаджибекташ, Кескин, Чичекдагы, Аванос.
- Санджак Чорум — 5 каз: Чорум, Османджик, Каргы, Сунгурлу, Искилип.

## Население
Согласно переписи 1885 года в вилайете Анкара проживало 892,901 человек. После неудачных Балканских войн 1912—1913 годов в значительной степени именно в Анкарский вилайет были переселены мусульмане из бывших балканских провинций Османской империи, что существенно увеличило преимущество турецкого населения над капподокийскими греками и армянами.
В 1914 году по приблизительным сведениям 1,061,577 человек были турками, 101,750 — армянами, 46,830 — греками, 1,026 — евреями, 5,708 человек принадлежало к другим народностям и этносам.

## Экономика
Основу составляло земледелие и скотоводство. Преимущественно выращивались пшеницу (больше всего), просо, рожь, ячмень, рис, табак, фрукты, опийный мак. Животноводство было традиционным: на юге вилайета разводили преимущественно коз и овец, а также верблюдов и мулов.
Изготавливались материалы из мохера и шерсти, в частности ангорских коз. В 1890-х годах разрабатываются рудники серебра, меди, бурого угля, соли. Подъёму экономики способствовала прокладка железной дороги в 1892 году, что связала вилайет Анкара с другими провинциями империи, став важной частью железной дороги от Босфора до Армении (Стамбул-Эрзурум). Одновременно это нанесло удар по местным мелким производителям текстиля, поскольку сюда стали завозить более дешевые ткани и сырье.